# Candidature multiple
Per candidatura multipla s'intende la possibilità per uno stesso candidato di presentarsi contemporaneamente in più circoscrizioni. Ove eletto in più di una circoscrizione, il candidato provvederà poi a scegliere ("optare") per l'una piuttosto che per l'altra, liberando così un posto per il primo dei non eletti della sua lista.
Le candidature multiple - che possono essere considerate un meccanismo elettorale volto ad assicurare ai capi-partito l'elezione dei candidati a loro più fidati - si sono prestate in passato anche ad un utilizzo di tipo plebiscitario, per cui in alcune leggi elettorali straniere sono vietate.

## Descrizione
Di seguito è riportato un esempio che mostra come possono essere sfruttate le candidature multiple in presenza di liste bloccate.
Il capo-partito (Alfa) si candida come capolista in due circoscrizioni, seguito da due fedelissimi in ciascuno (Beta e Gamma in 1, Delta ed Epsilon in 2) e da vari candidati sgraditi (Psi, Omega).
- Circoscrizione 1: Alfa, Beta, Gamma, Omega
- Circoscrizione 2: Alfa, Delta, Epsilon, Psi

Poniamo il caso che il partito ottenga due seggi nella prima circoscrizione e tre nella seconda. Alfa deve decidere per quale circoscrizione di elezione optare:
- se opta per la circoscrizione 1, vi viene eletto assieme a Beta, escludendo Gamma, mentre nella circoscrizione 2 verranno eletti i due fedelissimi (Delta ed Epsilon) assieme ad un candidato sgradito (Psi);
- se opta per la circoscrizione 2, vi viene eletto assieme ai due fedelissimi (Delta ed Epsilon) mentre nella prima circoscrizione libera un posto e assicura l'elezione di Beta e Gamma.

Per Alfa la decisione vincente è dunque optare per la circoscrizione 2, assicurando l'elezione dei propri fedelissimi e l'esclusione dei candidati meno graditi in entrambe le circoscrizioni.

## Candidature multiple nel mondo

### In Italia
Le candidature multiple in Italia sono oggi possibili nelle elezioni che si svolgono in base alla legge Calderoli. 
La legge elettorale Calderoli (detta anche legge "Porcellum") prevede liste bloccate, in cui gli eletti sono determinati dall'ordine in cui appaiono in lista, ordine stabilito dal partito stesso. Conoscendo il peso elettorale del partito in ciascuna circoscrizione è possibile prevedere quali candidati saranno eletti e chi invece resterà escluso.
La presenza contemporanea di liste bloccate e candidature multiple permette al partito, secondo i critici di questo sistema, di esercitare un certo grado di controllo sugli eletti.
Il terzo quesito dei referendum abrogativi del 2009 proponeva l'abolizione della possibilità di candidature multiple. Il referendum non ha tuttavia raggiunto il quorum, fermandosi al 23,84% di partecipanti.